# Beloslav
Beloslav (bulharsky Белослав) je město ležící ve východním Bulharsku. Je správním střediskem stejnojmenné obštiny a žije v něm přibližně 7 500 obyvatel.

## Zeměpis
Beloslav se nachází 19 km západně od Varny. Leží na obou březích Beloslavského jezera, kterým prochází průplav Varna–Devňa. Město se rozkládá v nadmořské výšce 3–70 m a zabírá plochu 19,84 hektarů. Kromě jezera je obklopeno kopci: na jihu se zdvihá Avrenská plošina na východě vrch Krăsta. Čtvrť Akaciite, která se nachází na severním břehu, je ze západu chráněna výšinou Dobreva Čuka. Obě městská nábřeží nejsou propojena mostem a přepravu zajišťují pravidelné přívozy. Železniční trať Sofie–Varna prochází severní částí města, kde je i místní nádraží. Průmyslová zóna zabírá téměř stejnou plochu (19,14 hektarů) a stojí na ní zejména bývalá sklárna a budovy společnosti Transtroj.

## Dějiny
Až do 5. století př. n. l. zde existovalo jezerní sídliště, jak dokládají nálezy střepů hliněných nádob, zvířecích kostí a zkamenělých dřevěných kůlů objevené při čištění dna Beloslavského jezera.
Podle historických údajů osada existovala již v období druhé bulharské říše pod názvem Kruševo. V 16. století ji osmanské úřady přejmenovaly na Gebece Bogaz a do 18. století z něj zůstalo pouze Gebece. Během rusko-turecké války v roce 1877 osvobodili vesnici ruští vojáci ze 71. belevského pěšího pluku 14. armádního sboru pod velením Apollona Zimmermana a na kopci vztyčili pamětní kříž, čímž změnili název obce z Gebedže na Belevo, přičemž k oficiálnímu přejmenování došlo až 7. dubna 1882 nejvyšším výnosem č. 3662.
V roce 1936 byl na místě starého kostela postaven nový pravoslavný kostel. 27. června 1940 získala obec ministerským nařízením 1314/27.06.1940 svůj současný název. V roce 1945 zde Dimitra Vojnova založila ženský spolek, jenž na svou dobu vyvíjel velké množství aktivit, například se zasloužil o výstavbu porodnice, která se později stala nemocnicí pro vzdělávání porodních asistentek.
V letech 1970–1978 probíhala výstavba průplavu Varna–Devňa, kterým mohou plout námořní lodě. Výstavba navázala na tzv. dočasný kanál postavený roce 1921, kterým se snížila hladina Beloslavského jezera o 2,2 m. Beloslav byla prohlášena městem v roce 1981 dekretem 2190 ze dne 20. října 1981. Městský svátek se slaví 26. října na den svatého Dimitrije.

## Obyvatelstvo
Níže uvedená tabulka ukazuje vývoj populace města od třicátých let (1934–2021):
| Rok      | 1934  | 1946  | 1956  | 1965  | 1975  | 1985  | 1992  | 2001  | 2011  | 2021  |
| Populace | 2 832 | 3 232 | 5 653 | 7 926 | 8 059 | 8 348 | 7 970 | 8 058 | 7 813 | 7 114 |

K 15. březnu 2025 ve městě žilo 7 377 obyvatel a bylo zde trvale hlášeno 7 627 obyvatel. Podle sčítání z 1. února 2011 bylo národnostní složení následující: Podle sčítání z 1. února 2011 bylo národnostní složení následující:
- Bulhaři: 6 534 (92.2 %)
- Turci: 111 (1.6 %)
- Romové: 55 (0.8 %)
- ostatní[p 2]: 387 (5.5 %)